# Saint-Yvi
Saint-Yvi è un comune francese di 2 833 abitanti situato nel dipartimento del Finistère nella regione della Bretagna.
Il comune si è chiamato Saint-Ivy, fino al 12 settembre 2005.

## Società

### Evoluzione demografica
Abitanti censiti